# Утехин, Сергей Васильевич
Сергей Васильевич Утехин (18 декабря 1921 г., под Казанью — 11 июля 2004 г., Пало-Альто, штат Калифорния) — русский и англо-американский (в эмиграции) историк. Специалист по истории России и в частности по истории русской политической мысли.
 Доктор философии, заслуженный профессор русской истории Пенсильванского государственного (штатного) университета.

## Биография
Родился в селе Теньки под Казанью, где семья жила до 1927 года. Родители — школьные учителя. Затем переехали в Казань, где жили до 1934 года, когда перебрались в Караганду. В Караганде Утехин окончил среднюю школу и, будучи отличником, летом 1939 года без вступительных экзаменов поступил на исторический факультет Московского университета.
Не попав в армию из-за крайней близорукости, летом 1941 года, окончив всего два курса, он был назначен преподавателем средней школы в Краснодарский край. Летом следующего года Утехин сдал экстерном выпускные экзамены в Краснодарском педагогическом институте.
Оказавшись на оккупированной территории, вместе с отцом и сестрой они были угнаны в Германию, где Утехин работал в лагерях фирмы «Крупп». С окончанием войны они оказались в британской зоне оккупации Германии.
Утехин поступил в Кильский университет, который успешно окончил в 1949 году, получив степень Dr. phil. (доктора философии) по истории.
В Германии в 1947 году вступил в НТС, в котором состоял до конца жизни.
В 1949—1952 годах часто публиковался в журнале «Посев».
Через год после окончания Кильского университета получил стипендию в Оксфорде. С 1950 года — в Англии.
Познакомившись там в том же 1950 году с Исайей Берлином, Утехин считал себя его учеником и последователем.
В 1953 году окончил Оксфордский университет по специальности политиковедение. Затем пять лет он служил ассистентом в русской секции BBC.
В 1958 году по приглашению Леонарда Шапиро Утехин занимал место старшего научного сотрудника в Лондонской школе экономических и политических наук.
В 1962 году, при содействии Л. Шапиро и И. Берлина, Утехин вернулся в качестве исследователя в Оксфорд в колледж Святого Антония.
В 1964 году совершил первую поездку в США.
С 1965 года — лектор по русской истории и советологии в университете Глазго (Шотландия).
С 1968 года — в США.
В 1968 года — почётный приглашённый профессор в Университете штата Пенсильвания, на следующий год работал в Канзасском университете и тогда же стал профессором в Университете штата Пенсильвания.
В 1984 году вышел в отставку и поселился в Менло-Парке (штат Калифорния) недалеко от Стэнфордского университета.
В августе 1992 года приехал в Россию.
В 1992—1993 годах преподавал историю русской политической мысли и философию права в Российском государственном гуманитарном университете и в Новом гуманитарном университете Н. Нестеровой в Москве.
В 2003 году создал Синергетический виртуальный университет (СВУ), в котором вскоре занял должность ректора, а затем декана гуманитарного факультета.
Скончался после инсульта в Стэнфордской университетской больнице.
Автор многих трудов на английском, русском и немецком языках.
Никогда не принимал иностранного гражданства.

## Взгляды
Геополитику признавал псевдонаукой.
Бомбёжку Югославии считал преступлением.